# Siemianice (gromada)
Siemianice – dawna gromada (najmniejsza jednostka podziału terytorialnego Polskiej Rzeczypospolitej Ludowej w latach 1954–72) z siedzibą GRN w Siemianicach.

## Historia
Gromady, w których gromadzkie rady narodowe (GRN) były organami władzy najniższego stopnia na wsi, funkcjonowały od reformy reorganizującej administrację wiejską przeprowadzonej jesienią 1954 do momentu ich zniesienia z dniem 1 stycznia 1973, tym samym wypierając organizację gminną w latach 1954–1972.
Gromadę Siemianice z siedzibą GRN w Siemianicach utworzono w powiecie kępińskim w woj. poznańskim, na mocy uchwały nr 23/54 WRN w Poznaniu z dnia 5 października 1954 (ogółem gromad na obszarze Polski zostało utworzonych 8759). W skład jednostki weszły obszary dotychczasowych gromad Marianka Siemieńska, Raków i Siemianice ze zniesionej gminy Opatów w tymże powiecie. Ustalono liczbę 15 członków gromadzkiej rady narodowej.
1 stycznia 1962 z gromady Siemianice wyłączono miejscowości Dwór-Raków, Marianka, Marianka Siemieńska i Trzychałupy oraz parcele karty mapy 1 obrębu Siemianice, włączając je do gromady Łęka Opatowska w tymże powiecie, po czym gromadę Siemianice zniesiono, a jej (pozostały) obszar włączono do gromady Opatów tamże.